# Sant’Eustorgio

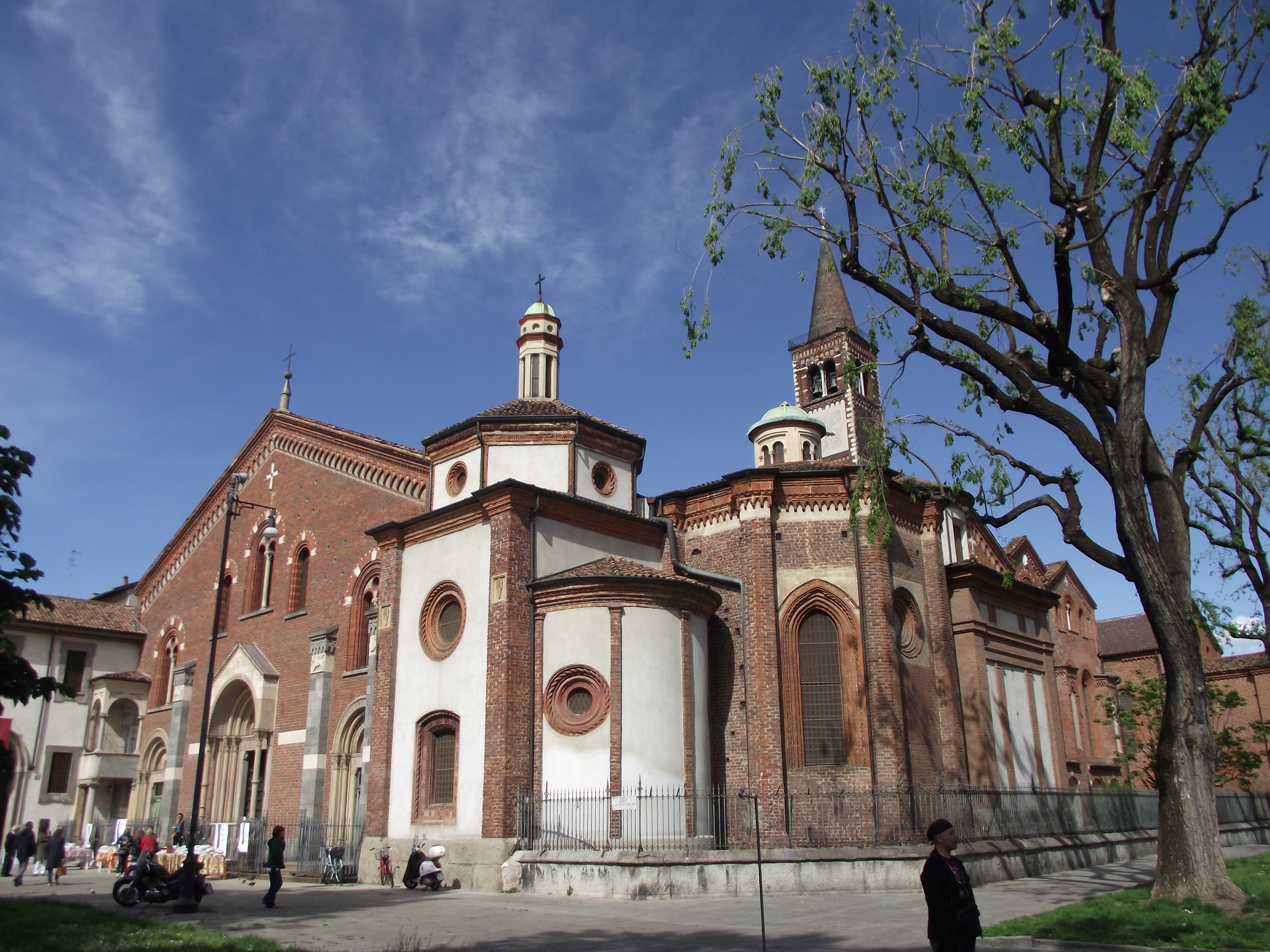
Sant’Eustorgio, West- und Südfassade mit der Cappella Brivio im Vordergrund

Sant’Eustorgio ist eine seit dem 4. Jahrhundert bestehende Basilika im Süden der Altstadt von Mailand.

## Patrozinium

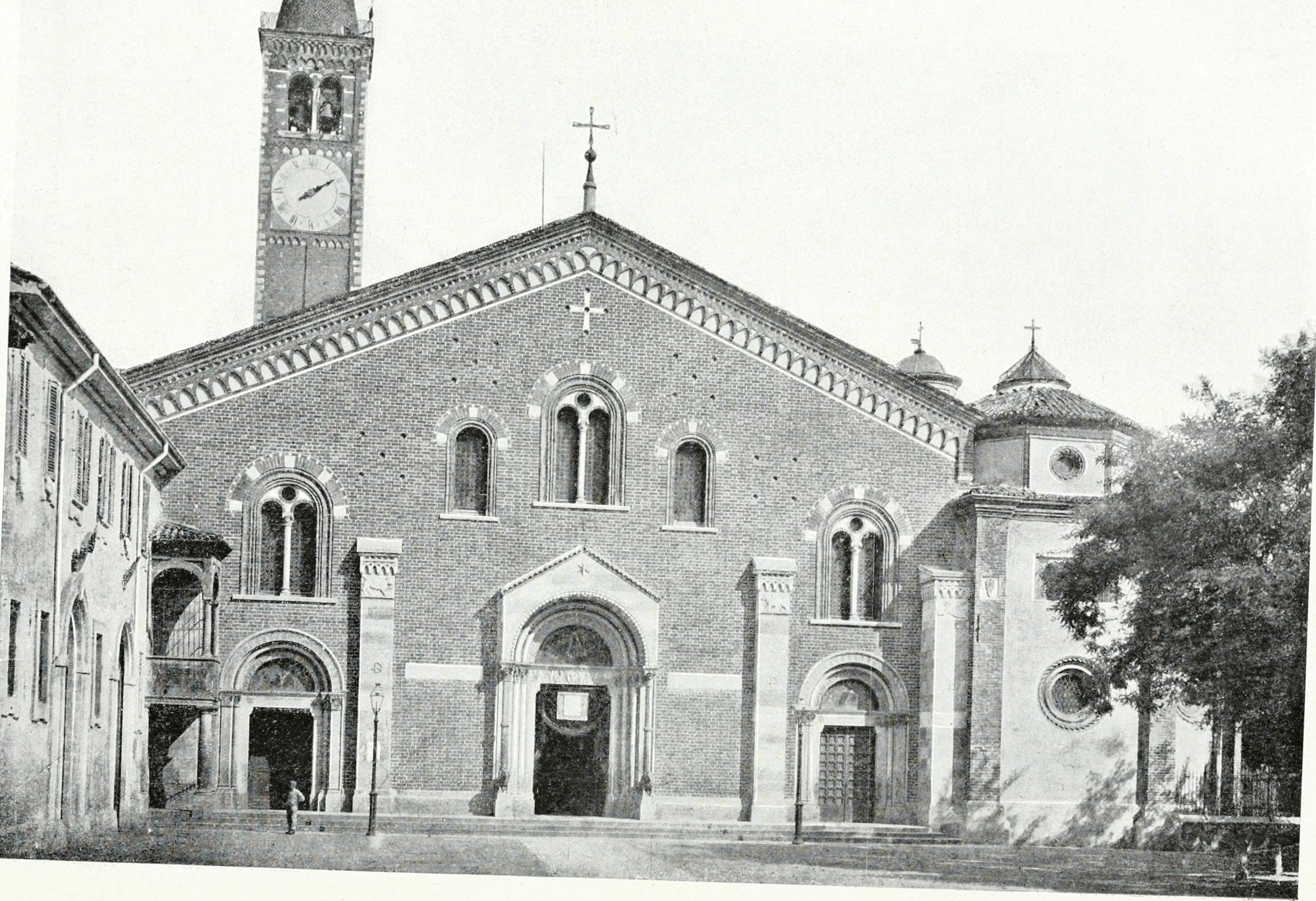
Sant’Eustorgio, Mailand. Zustand der Fassade von 1906.

Eustorgius war ab 344 Bischof von Mailand. Nach einer Legende des 12. Jahrhunderts brachte er aus Konstantinopel die vom oströmischen Kaiser~ Konstantin II. geschenkten Reliquien der Heiligen Drei Könige nach Mailand. Athanasios III. von Alexandria lobte ihn als Gegner des Arianismus, der hl. Ambrosius bezeichnete ihn als Bekenner. Seine Verehrung als Heiliger beschränkt sich auf das Verbreitungsgebiet des Ambrosianischen Ritus, also etwa die Lombardei.

## Geschichte

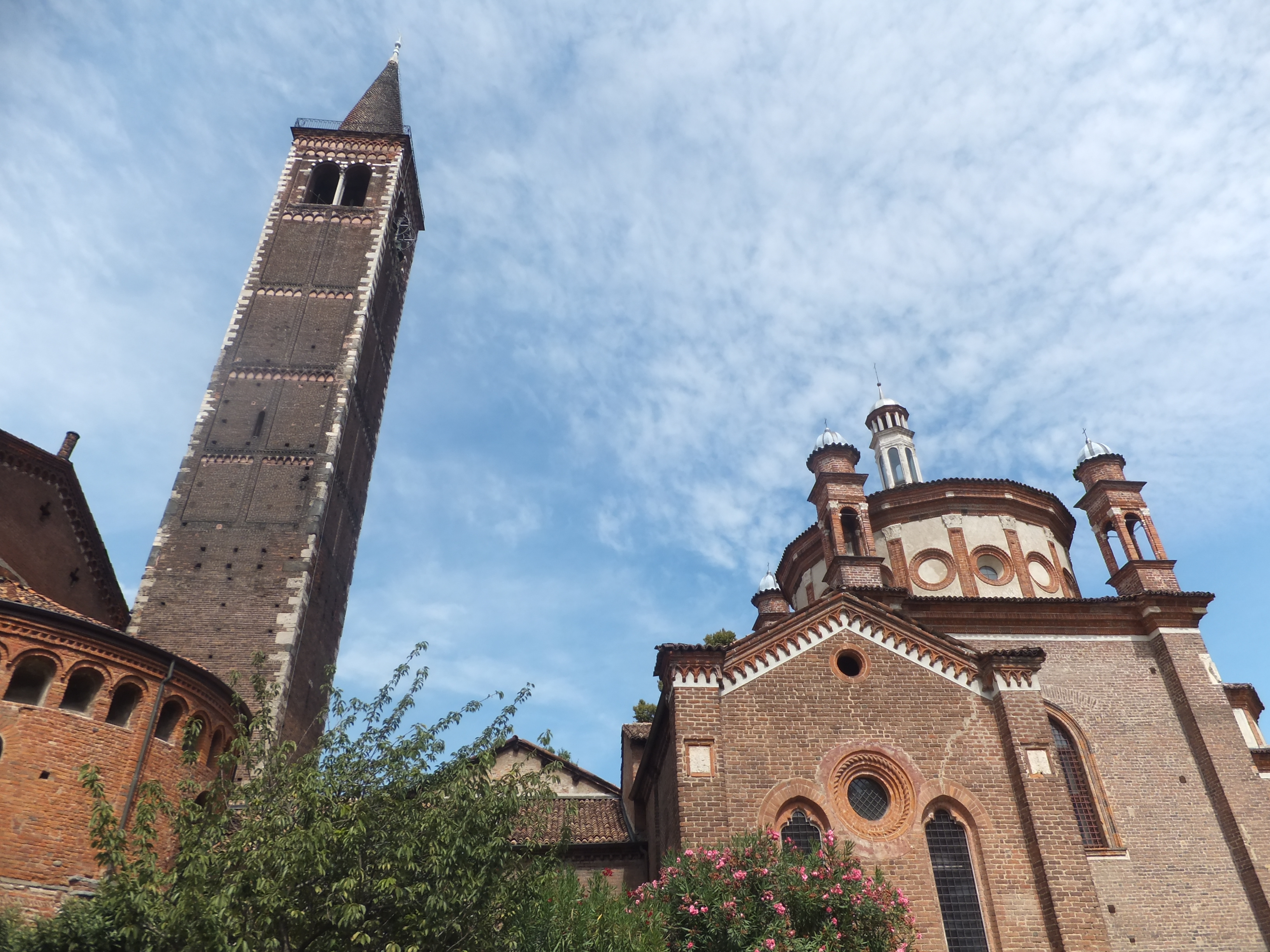
Apsis, Campanile und Portinari-Kapelle

An einem Versammlungs- und Begräbnisort früher Christen außerhalb der römischen Stadt, an der Straße nach Pavia, entstand bereits vor 313 eine Kapelle, die durch die von Eustorgius beschafften Reliquien aufgewertet wurde und nach der Beisetzung des Bischofs (um 349) seinen Namen führte. In frühromanischer Zeit, um 1034, wurde die Kapelle fast ganz neugebaut, spätestens seit dem 11. Jahrhundert wurde aus dem Kanonikerstift ein Kloster (1068 Vallombrosaner, 1218 bis 1798 Dominikaner). Nach der Eroberung Mailands durch Barbarossa wurden die Dreikönigsreliquien 1164 nach Köln verschleppt. Die Heiligsprechung des in Sant’Eustorgio beigesetzten Petrus von Verona steigerte ihre Bedeutung. 1297 bis 1309 entstand der Campanile, als bedeutendsten Kapellenanbau errichtete Michelozzo bis 1468 die Portinari-Kapelle am Chorscheitel. Die Barockisierung von 1742 wurde um 1960 rückgängig gemacht.

## Baubeschreibung und Ausstattung

### Außenbau
Die breit proportionierte Backsteinfassade ist das Resultat einer durchgreifenden Restaurierung der Jahre 1863–1867, die Formen der lombardischen Romanik aufnahm und auch Reste früher Bauplastik integrierte. Den Campanile erkennt man besser vom Platz an der Ostseite aus. Von den Bogenfriesen am Unterbau bis zu den gotischen Dekorationsmotiven in den oberen Geschossen ist der chronologische Baufortschritt an diesem höchsten historischen Mailänder Glockenturm abzulesen. Links daneben erkennt man an den fischgrätartig gemauerten Streifen (Opus spicatum) der um 1034 errichteten Apsis die ältesten Teile des aufgehenden Mauerwerks. Ein kurzer Gebäudetrakt führt zur Portinari-Kapelle mit ihrem würfelförmigen Untergeschoss, den Ecktabernakeln und der mit Rundfenstern versehenen Kuppeltrommel unter der schmalen Laterne.

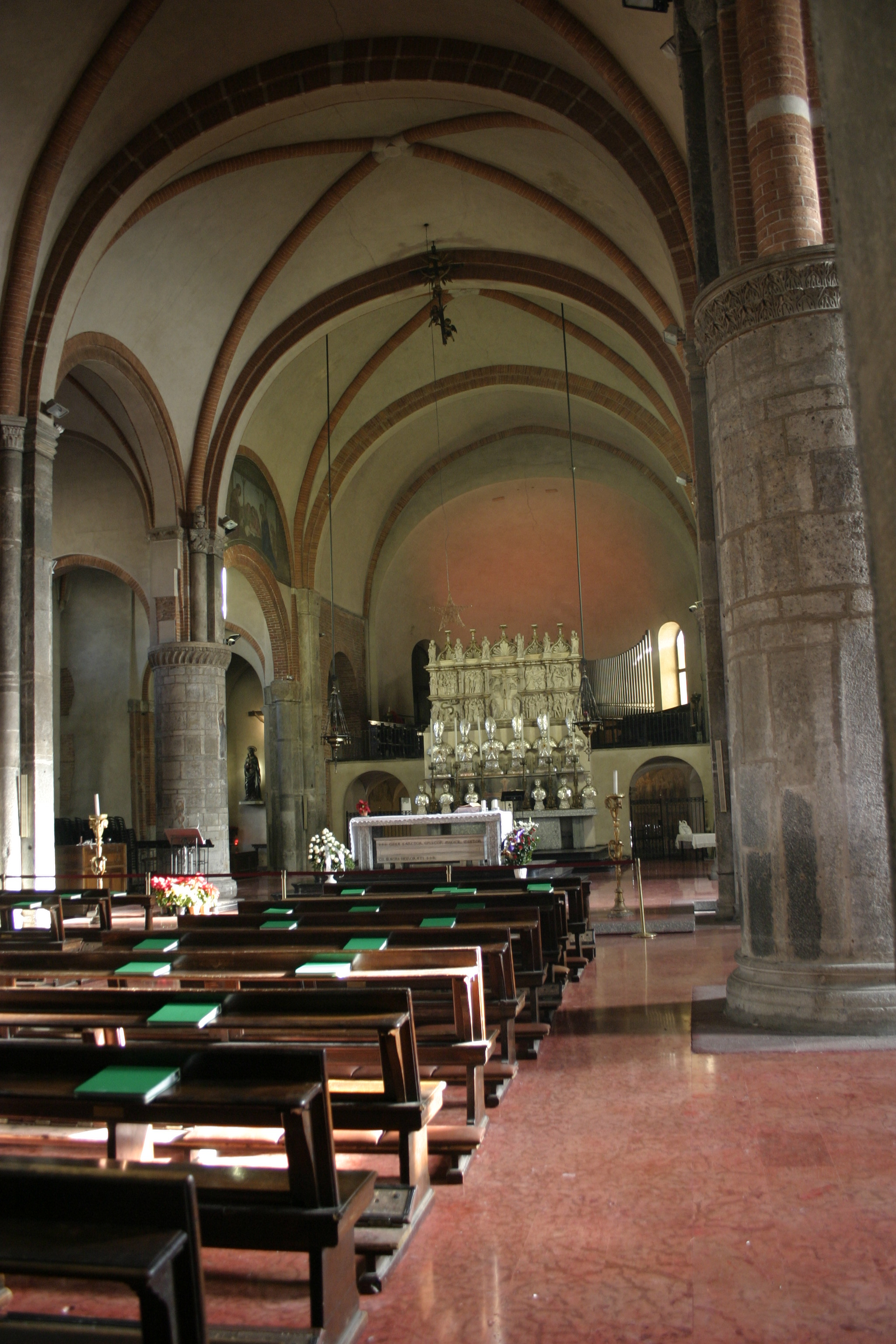
Mittelschiff

### Inneres
An den drei ersten südlichen Seitenschiffsjochen ist die Breitenerstreckung des frühromanischen Baus, der hier um 1034 ein älteres Atrium ersetzte und bis etwa 1275 bestand, abzulesen. Die östlich folgenden Seitenschiffjoche im Süden sind querrechteckig, so haben die Gewölbe von Haupt- und Seitenschiff hier fast gleiche Scheitelhöhe und machen den Raum zur Hallenkirche. An der Kapitellplastik ist der Unterschied zwischen romanischen Blockkapitellen mit flachem Blattrelief und den nach 1227 gefertigten gotischen Ringkapitellen mit zungenförmigen Blättern deutlich.

#### Seitenkapellen
- Beginnend mit der ersten Kapelle der Südseite: Grabkapelle des Marchese Paolino Brivio († 1484), ein mit seiner Ausstattung stilistisch einheitlicher Kuppelraum der Frührenaissance: reliefierte  Banddekorationen, Triptychon von Bergognone um 1500.
- Grabkapelle für Pietro Torelli, 1424 angefügt. Wandgrab für den 1416 gefallenen Sohn des Guido Torelli, der ihn in der Mitte der Nischenreihe vor Maria kniend darstellen ließ, seitlich Heilige, alle Skulpturen in den weichen Stilformen des beginnenden 15. Jahrhunderts. Altar von 1733 und Fresken aus der Mitte des 17. Jahrhunderts.
- Die Crotto-Kapelle, um 1420–1464 errichtet, im 16. und 18. Jahrhundert umgestaltet.
- Matteo I., der seine in Mailand fortan führende Dynastie seit 1297 festigte, ließ die Visconti-Kapelle als Grablege für seine Familie errichten. Das 8,70 m hohe, typisch lombardische Wandgrabmal für seinen Bruder und dessen Familie vollendete Bonino da Campione um 1360.
- Der Kapelle, die 1589 dem  Dominikanerheiligen Vinzenz Ferrer gewidmet wurde, folgt eine zweite Visconti-Grabkapelle mit einem Wandgrab für Gaspare Visconti († 1434).
- Die letzte, vor 1277 errichtete Kapelle diente als Grablege der Familie Torriani, erbitterten Feinden der Visconti, letztere ließen 1415 eine Umwidmung für ihren Condottiere Giorgio Aricardi (Scaramucchia) zu.
- Wie sehr die Mailänder den Dreikönigsreliquien nachtrauerten, zeigen Ausstattungsstücke in der Cappella dei Magi im letzten südlichen Seitenjoch, das einen Querhausarm nur andeutet (Vierung und Nordquerhaus fehlen). Ein spätrömischer Sarkophag soll dem Transport der Reliquien von Konstantinopel nach Mailand gedient haben und galt daher als Berührungsreliquie; der dreigieblige Altaraufsatz aus Marmor eines Bildhauers aus Pisa wurde 1347 von einer Bruderschaft gestiftet, die sich erst 1308 zur Dreikönigsverehrung konstituiert hatte, als die Reliquien schon längst in Köln waren; drei kleine Tafelbilder (etwa 1600) stellen diese Überführung dar.

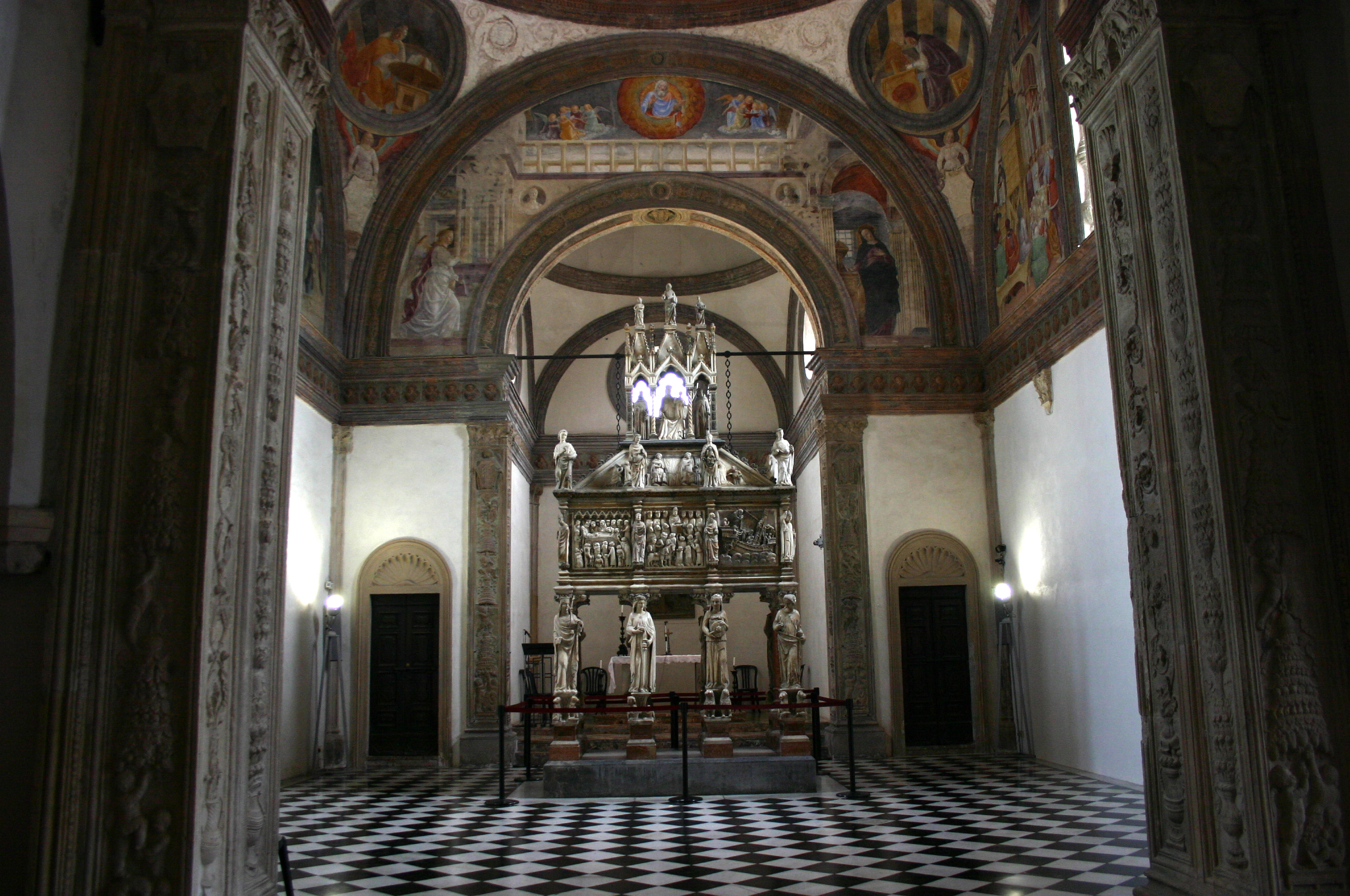
Grabmal des Petrus Martyr in der Portinarikapelle

- Von besonderem Rang ist die Portinari-Kapelle hinter dem Chor, der wohl bedeutendste Bau der Frührenaissance in Mailand. Die strenge Linienführung und geometrische Strenge dieses Zentralbaus hatte der  Baumeister und Bildhauer Michelozzo di Bartolommeo aus Florenz mitgebracht, wo er die Rationalität der Architektur Filippo Brunelleschis, etwa an dessen eng vergleichbarer, 1461 vollendeter  Pazzi-Kapelle, studieren konnte. Auftraggeber des 1462 bis 1468 errichteten Mailänder Baus war Pigello Portinari, der 1452 aus Florenz nach Mailand entsandte Vertreter für die dortigen Geldgeschäfte der Medici. Kaum weniger bedeutend ist das frei in den Raum gestellte Hochgrab für Petrus von Verona (Petrus Martyr) des Bildhauers Giovanni di Balduccio. „Das 1339 signierte Werk ist eine der herausragendsten Leistungen trecentesker Skulptur in der Lombardei, zugleich Höhepunkt in der Folge gotischer Grabplastik in der Eustorgios-Kirche“.[1] Acht Allegorien der Tugenden tragen den eigentlichen Sarkophag, den eine Folge von acht Reliefs zum Leben des Heiligen umgibt. Stilistische Rückgriffe auf die Antike (Karyatiden, Individualisierung, Ausdruck) weisen auf die Renaissance voraus.

#### Chor und Krypta
Auch auf der Innenseite der Apsis ist das frühromanische Mauerwerk von 1034 sichtbar.
Das Marmorretabel des Hochaltars ist hoch auf die lettnerartige Wand vor dem Chor gestellt, die Kreuzigung wird von acht Reliefs der Passionsgeschichte begleitet, lombardisch um 1400. Hier sind auch die Zugänge zur Hallenkrypta, die 1537 ausgebaut wurde.

## Dreikönigsverehrung
Auch nach dem Verlust der Dreikönigsreliquien blieb Sant’Eustorgio Zentrum der Mailänder Dreikönigsverehrung. 1903 gab der Kölner  Erzbischof  Kardinal   Anton Fischer einen kleinen Teil der Reliquien nach Sant’Eustorgio zurück, wo sie in der Cappella dei Magi verehrt werden. Alljährlich am 6. Januar, dem Dreikönigstag, führt ein szenischer Festumzug, der Corteo dei Magi, vom Vorplatz des Doms nach Sant’Eustorgio. Die Tradition geht auf mittelalterliche Ursprünge zurück und ist bis heute eine der Lieblingsveranstaltungen der Mailänder, die zu Tausenden den Weg säumen.